# Le Mandat
Pour la pièce de théâtre de 1925, voir Le Mandat (pièce de théâtre).
Pour plus de détails, voir Fiche technique et Distribution.
Le Mandat est un film franco-sénégalais réalisé par Ousmane Sembène et sorti en 1968. Le réalisateur y adapte son roman éponyme paru en 1965 aux éditions Présence africaine. Il reçoit le Prix de la critique internationale à la Mostra de Venise.

## Synopsis
Le jour où le facteur apporte à Ibrahima Dieng un mandat de 25 000 francs CFA de la part de son neveu, immigré à Paris, Ibrahima se montre généreux. Dans le quartier la nouvelle se répand et il aide sa famille et ses voisins, mais sans carte d'identité, la poste refuse de lui remettre l'argent, ce qui est l'origine d'un long parcours du combattant dans les méandres de l'administration sénégalaise.

## Fiche technique
- Titre : Le Mandat
- Titre sénégalais : Mandabi
- Réalisation : Ousmane Sembène
- Assistant réalisateur : Ababacar Samb Makharam
- Scénario et dialogues : Ousmane Sembène
- Directeur de la photographie : Paul Soulignac
- Ingénieurs du son : Elhadji Mbow et Henri Moline
- Perchman : Mawa Gay
- Montage : Gilbert Kikoïne et Max Saldinger
- Producteur : Robert de Nesle
- Directeurs de production : Paulin Vieyra, Jean Maumy
- Sociétés de production : Film Domireve (Sénégal), CFFP (France)
- Sociétés de distribution en France : CFFP (1968), StudioCanal (version restaurée, 2020)
- Langue : français et wolof
- Format : Couleur par Eastmancolor - Mono - 35 mm
- Durée : 90 minutes
- Dates de sortie : 
  - France : 27 novembre 1968
  - Sénégal : octobre 1969

## Distribution
- Makhouredia Gueye : Ibrahim Dieng
- Ynousse N'Diaye : Méty, la première épouse d'Ibrahim
- Isseu Niang : Aram, la seconde épouse d'Ibrahim
- Serigne N'Diaye : l'imam
- Serigne Sow : Maissa
- Moustapha Toure : M'Barka, le boutiquier
- Farba Sarr : Mbaye Sarr, l'agent d'affaires
- Moudoun Faye : Bah, le facteur
- Mouss Diouf : le petit Abdu, neveu d'Ibrahim
- Christophe M'Doulabia : le marchand d'eau
- Thérèse Bas : la sœur d'Ibrahim
- Serigne Sow : Gorgui Maïssa, le premier voisin d'Ibrahim
- Mamadou Cisiko : Madiagne Diagne, le second voisin d'Ibrahim
- Ousmane Sembene : l'écrivain public au bureau de poste